# Lamb of God
Lamb of God é uma banda norte-americana de metal formada em 1994. A banda de Richmond, Virginia, chamava-se originalmente Burn the Priest, mas rapidamente mudaram o seu nome  em 1994 após o álbum de estreia auto-intitulado.
Lamb of God é composta pelo vocalista Randy Blythe, por dois guitarristas, Mark Morton e William Adler, pelo baixista John Campbell, e o baterista Art Cruz. Fazem parte do New Wave of American Heavy Metal, em português "Nova Onda do Heavy Metal Americano".
O Lamb of God possui sete álbuns de estúdio, um álbum ao vivo e três DVDs. As vendas da banda ultrapassam os dois milhões de dólares, só nos Estados Unidos. Em 2007, receberam uma indicação para o Grammy pelo álbum Sacrament, de 2006.
Já fizeram parte de grandes turnês como Ozzfest e The Unholy Alliance Tour do Slayer em 2006. Participaram, também, de grandes concertos como o Download Festival, no Reino Unido, Soundwave e Gigantour.
Seus principais temas são religião, política, miséria e temas pessoais. O nome da banda significa Cordeiro de Deus o que leva muitos a crer que são uma banda cristã. Segundo os integrantes o nome Lamb of God não passa de sarcasmo, pois em suas letras abordam questionamentos e críticas sobre religião, um dos temas mais recorrentes em suas canções.
Em julho de 2019 o baterista Chris Adler foi até as suas redes sociais para falar abertamente sobre a sua saída da banda ".... Eu não deixei o sonho. Não tomei a decisão de deixar o trabalho da minha vida [...] Desejo a meus irmãos tudo de melhor em seus empreendimentos contínuos. Posso garantir que você terá notícias minhas novamente..." Chris em seguida falou sobre o acidente de motocicleta que sofreu em 2017, que alguns acreditam ter sido o motivo de sua partida da banda: "Muitos perguntaram sobre um acidente de moto que tive na Tailândia em 2017. É verdade que não foi bonito, mas estou bem desde agosto de 2018. Obrigado por suas preocupações..."
Já em outro ponto, o baterista dá a entender que já não estava exatamente satisfeito em tocar com a banda que fez parte desde o início: "Existe um conceito ambíguo em nosso mundo onde o que importa é vender. Não posso definir isso fora do meu entendimento pessoal, mas sei que ficar preso em uma fórmula "criativa" e / ou tocar a mesma música 10.000 vezes não reforçou meu amor por tocar..."

## História

### Formação e Burn the Priest(1994-1999)
Em 1994, o guitarrista Mark Morton, o baterista Chris Adler e o baixista John Campbell começaram uma banda chamada Burn the Priest. Os membros da banda se conheciam da faculdade, Virginia Commonwealth University, em Richmond, Virgínia. Morton deixou a banda logo após o seu início para receber seu diploma de mestrado. Adler e Campbell substituíram Morton com Abe Spear. Por cinco anos, a banda ensaiou na casa Adler e ao redor de Virgínia. Em 1995, a banda lançou seu auto-intitulado como primeira demo. Depois da demo, Burn the Priest gravou dois álbuns split com Agents of Satan and ZED, respectivamente. Após as três primeiras demos da banda, Burn the Priest adicionou o vocalista Randy Blythe à sua formação.
Em 1997, Morton voltou para a banda. Dois anos depois, a banda lançou seu primeiro álbum auto-intitulado, Burn the Priest, através da Legion Records. Mikey Bronsnan, da Legion Records, ajudou com 2.500 dólares para a gravação e, em seguida, divulgou-os pela Filadélfia, Pensilvânia, através de Shows DIY (Faça você mesmo). O álbum foi produzido pelo guitarrista da banda Today Is the Day e o vocalista Steve Austin. Spear deixou a banda, abrindo uma vaga para guitarrista. O irmão de Chris Adler, Willie Adler, tornou-se então o segundo guitarrista da banda um ano mais tarde, e o contrato com a Prosthetic Records foi assinado. Depois de ser proibido de tocar em certos lugares (alguns proprietários de locais acreditando que a banda possuía um "nome ruim"), Burn the Priest mudou seu nome para Lamb Of God.

### New American Gospel&As the Palaces Burn(2000–2003)

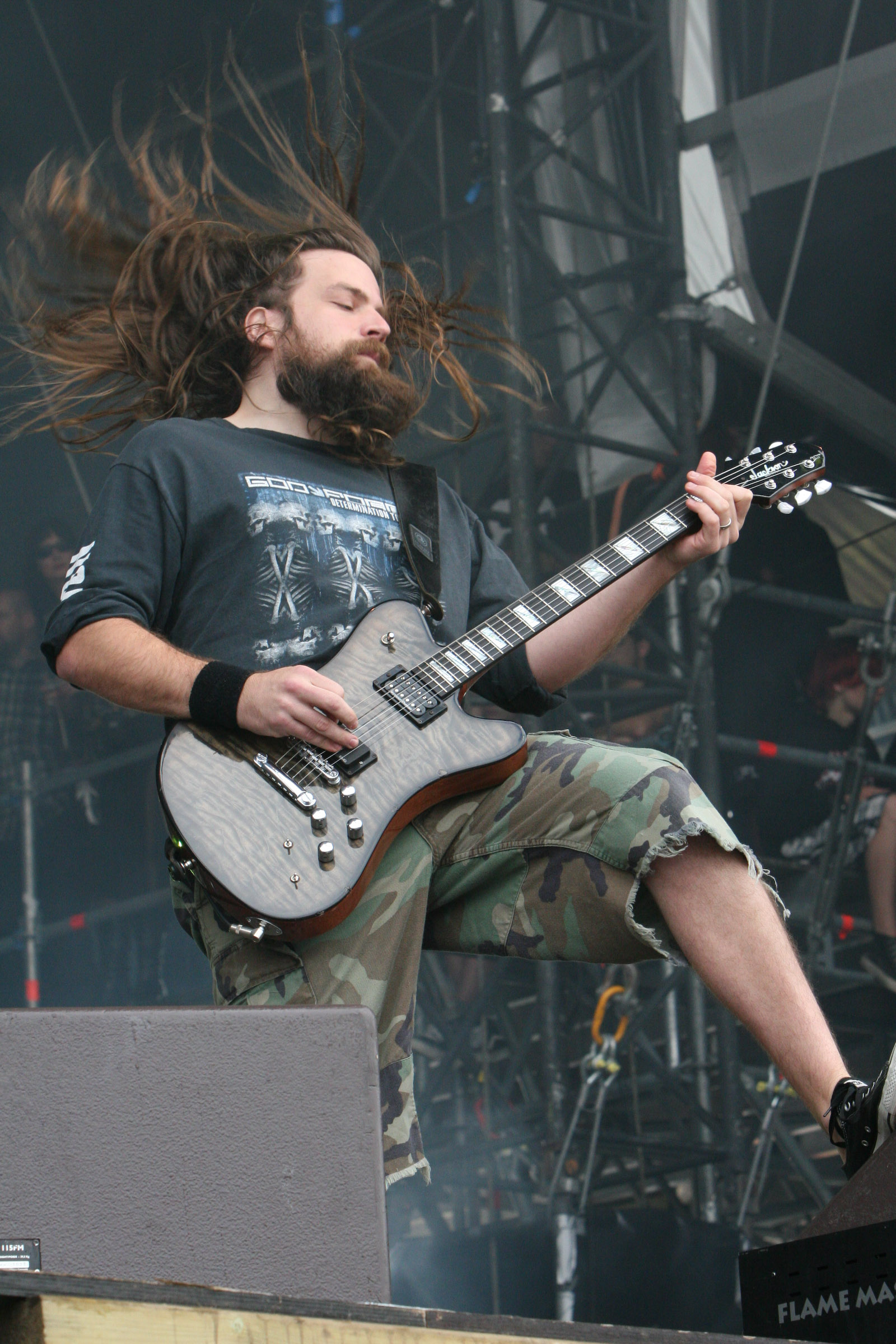
Guitarrista Mark Morton em apresentação no With Full Force music festival in 2007.

Com um novo nome e gravadora, a banda lançou seu segundo álbum, New American Gospel, em Setembro de 2000. Em 2020, a revista Metal Hammer o elegeu como um dos 20 melhores álbuns de metal de 2000. Patrick Kennedy da Allmusic comparou Lamb Of God a banda Pantera afirmando: "As características essenciais do metal pós-Pantera estão em abundância no álbum inaugural do Lamb of God. New American Gospel fornece um poderosa demonstração que fé do verdadeiro metal americano. É mantida efetivamente numa ponte da insistência da década de 90 sobre a técnica seca e simples e o foco "old school" na construção de riffs. Chris Adler comentou: "Este é um disco clássico. Nós tínhamos todos os elementos se juntando para fazer um dos mais pesados, e mais contagiantes álbuns  da nossa carreira. Foi difícil conter-nos, nós nem mesmo entendiamos o que criamos naquele tempo."
O Lamb Of God excursionou por dois anos antes de lançar seu terceiro álbum de estúdio, As the Palaces Burn, em 6 de maio de 2003. Kirk Miller da Rolling Stone deu ao álbum três estrelas de cinco, escrevendo que: "Ao contrário de muitas bandas contemporâneas influenciadas pelo Slipknot, Lamb Of God entrega um "meticulously crafted metal assault"." O álbum foi eleito o álbum número 1 de 2003 por ambas Revolver Magazine e Metal Hammer. A banda excursionou na primeira turnê Headbangers Ball, onde gravaram um DVD com performances ao vivo e um documentário, intitulado Terror and Hubris. O DVD foi um sucesso, estreando no número 31 na parada Billboard Top Music Videos.

### Ashes of the Wake(2004–2005)

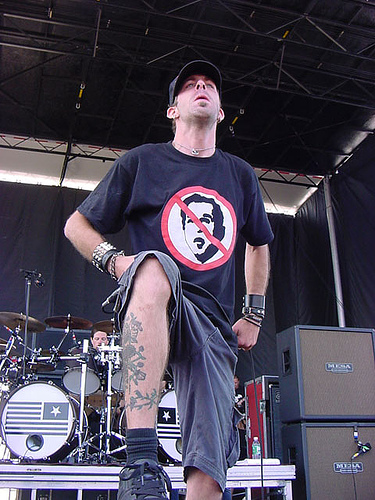
Vocalista Randy Blythe em peformance no Ozzfest 2004.

Lamb Of God lançou Ashes Of The Wake em agosto de 2004, que estreou no número 27 na Billboard 200 e vendeu mais de 35.000 cópias em sua primeira semana. O álbum foi distribuído pela nova gravadora da banda, a Epic Records. Johnny Loftus da Allmusic elogiou o álbum, dizendo: "Com o gênero cheio de 'goofs PVC' e imitadores do Alice in Chains, Lamb Of God equilibra a equação de poder, raiva, tradição e artesanato. Isso mata geral". A faixa-título do álbum contou com os guitarristas do Testament e ex-Megadeth, Alex Skolnick e Chris Poland, respectivamente.
A banda divulgou Ashes Of The Wake com uma extensa turnê, incluindo uma participação no palco secundário do Ozzfest em 2004, e a turnê de 2005, Sounds of the Underground. A banda foi premiada com o título de 2º Melhor Álbum do Ano pela revista Revolver atrás do Leviathan do Mastodon, e teve a nomeação de Melhor Clipe por "Now You've Got Something to Die For" (2005). Enquanto em turnê, a banda gravou e lançou um DVD chamado Killadelphia. O lançamento também foi disponibilizado em versão CD. O DVD foi certificado platina pela RIAA em 2007.

### Sacrament(2005–2007)

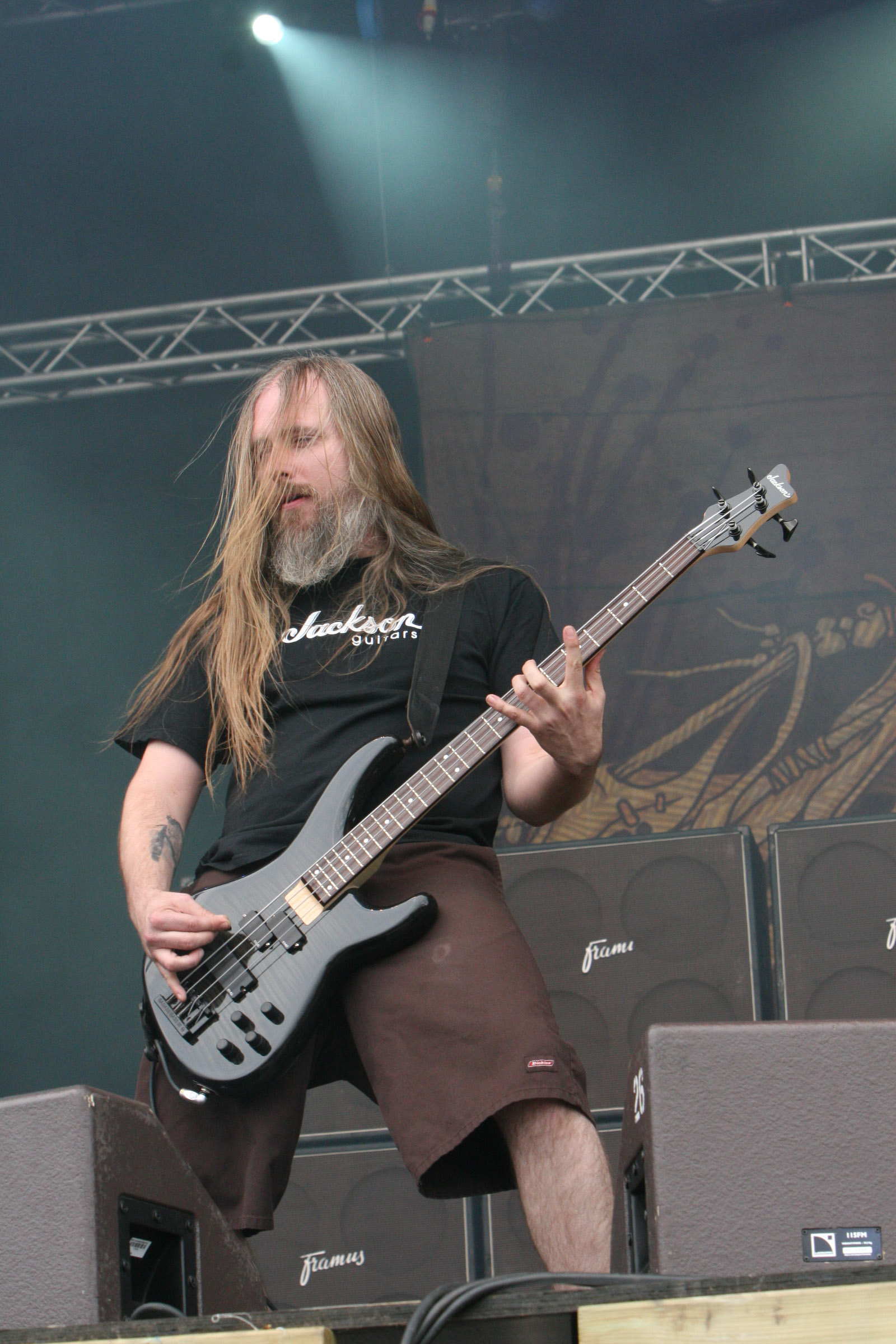
Baixista John Campbell performing at 2007's With Full Force.

Em agosto de 2006, Lamb Of God lançou seu quinto álbum de estúdio, Sacrament. O álbum estreou no número oito na Billboard 200 e vendeu quase 65.000 cópias na primeira semana de vendas, quase o dobro da primeira semana de Ashes Of The Wake. O álbum recebeu críticas geralmente positivas, com Cosmo Lee da Stylus Magazine afirmando: "Sacrament tem as canções mais memoráveis da banda até à data. Musicalmente, não há nenhuma gordura. A banda toca com uma precisão a laser e canções se movem suavemente através de riffs e transições". Ed. Thompson do IGN se referindo ao Sacrament disse: "Um dos melhores álbuns de metal de 2006 ", e Jon Pareles do Blender chamou-lo de "speed rush all the way through".
A banda apareceu em grandes turnês para divulgar o álbum, incluindo The Unholy Alliance com Slayer, Mastodon, Children of Bodom, e Thine Eyes Bleed, Gigantour, apoiando Megadeth; palco principal do Ozzfest; uma aparição no Download Festival, e uma turnê exclusiva com Killswitch Engage, Soilwork, e Devil Driver, onde Killswitch Engage e Lamb of God compartilharam como principais atrações alternadamente em cada show. Lamb of God foi nomeado para Melhor Desempenho de Metal em 2007 no Grammy Awards pela faixa "Redneck", mas perdeu para o Slayer com "Eyes of the Insane".
Em dezembro de 2007, a banda relançou o álbum como Sacrament: Deluxe Producer Edition. A versão continha todas as canções originais do Sacrament no primeiro disco e, o segundo disco era um CD-ROM com todas as faixas "master": vocais, baixo, guitarra, bateria e faixas em 192 kbit/s em formato MP3, permitindo que o comprador produzisse sua própria interpretação das canções. Blythe declarou: "Às vezes você tem que fazer algo especial para as "crianças" comprarem um álbum nos dias de hoje, em vez de baixá-lo". A banda fez uma pausa para gravar novo material ao longo de 2008 e preparar um novo álbum previsto para 2009. A banda está em negociações com uma nova gravadora para distribuição fora dos Estados Unidos. Chris Adler declarou que a Epic Records nos Estados Unidos "não poderia ser mais perfeita", mas que queria uma gravadora diferente para atuação internacional. A banda, depois, fechou um acordo com a Roadrunner em 1 de Maio de 2008 para distribuição fora dos Estados Unidos.

### Walk with Me in Hell&Wrath(2008 - atualmente)

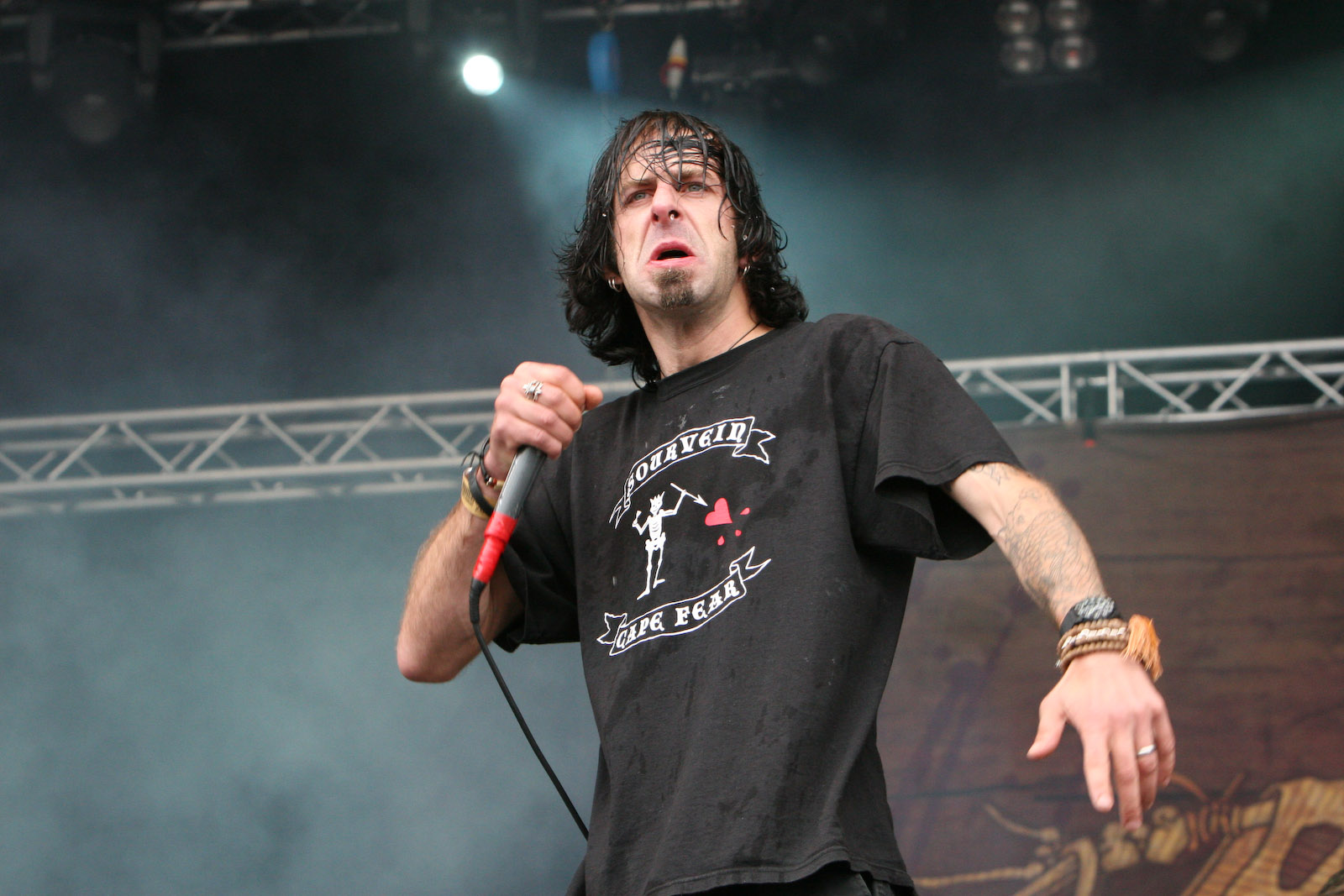
Randy Blythe no With Full Force em 2007.

Em 1 de maio, Lamb Of God através do MySpace anunciou seu novo DVD, Walk with Me in Hell, a ser lançado em 1 de julho de 2008. O DVD é um disco duplo e tem quase cinco horas de imagens, contendo o documentário chamado Walk with Me in Hell e várias performances extras ao vivo pela turnê mundial Sacrament. No final do documentário Walk with Me in Hell os membros afirmam que estão mais animados do que nunca para escrever material novo.
Em agosto de 2008, foi anunciado que a banda havia começado a trabalhar no álbum seguinte, e que seu lançamento foi programado para fevereiro de 2009. Josh Wilbur também foi nomeado como o produtor, para a gravação do novo disco. Eles também entraram em turnê com o Metallica a partir de Dezembro de 2008.
O processo de gravação do novo disco foi disponibilizado para exibição ao vivo através do site da banda, com duas webcams instaladas no estúdio (especificamente na sala da bateria e sala de mixagem).
Seu último álbum é chamado Wrath e foi lançado em 23 de fevereiro de 2009 internacionalmente pela Roadrunner Records e em 24 de fevereiro de 2009 na América via Epic Records. O álbum é dedicado a Mikey Bronsnan, que os ajudou a começar na Filadélfia, PA. Em novembro de 2008, Bronsnan foi morto por um motorista bêbado. De acordo com o baterista Chris Adler: "Sem Mikey, não seríamos a banda que somos hoje". O baterista Chris Adler disse: "Este álbum vai surpreender muita gente. Normalmente bandas que chegam ao local onde nós estamos em nossa carreira começam a afrouxar, a cheirar rosas e regurgitar. Nós escolhemos um caminho diferente. Ninguém quer ouvir um outro membro da banda exaltando um novo álbum. "Wrath" não necessita disso. Nós temos a nós mesmos e em 24 de fevereiro você vai senti-lo". Com isto dito, "Wrath" estreou na Billboard 200, no número dois, vendendo mais de 68.000 cópias na primeira semana.
Com o álbum "Wrath", a banda, na Primavera de 2009 iniciou a primeira etapa de sua turnê mundial, No Fear Energy Tour fala por si só, com o apoio principal de Children of Bodom, e shows de abertura com God Forbid e Municipal Waste. A turnê foi um enorme sucesso para a banda com críticas e grandes retornos em cada show. A banda tocou na Europa no verão com o Metallica na World Magnetic Tour, juntamente com Mastodon, ao mesmo tempo tocando alguns shows próprios e se apresentando em grandes festivais europeus. Faltando seis dias para o final da turnê, o guitarrista Buz McGrath do Unearth substitui Mark Morton, já que ele saiu mais cedo para estar com sua esposa e seu primeiro filho.
Lamb Of God, foi anunciada também para servir de apoio direto do Metallica para a parte norte-americana de sua turnê mundial de 2009, e também terminou o ano com alguns shows na Austrália e Nova Zelândia, com Shadows Fall e DevilDriver.
Comentando sobre a disputa do show no Sonisphere UK Festival, onde Limp Bizkit foi posto para tocar após o Machine Head, Willie Adler disse sobre o Limp Bizkit: "Eu não gostaria de abrir para o Limp Bizkit! Eles estão fora da cena há tanto tempo, quero dizer, quem se importa? Quem se preocupa com o Limp Bizkit? [...] Que se f... aqueles caras! Que se f... essa banda e todas as pessoas que trabalham para aquela m... de banda!"
A banda divulgou seu novo single "Hit The Wall" em 2010, o novo álbum seria lançado em fevereiro de 2011, porém, adiaram o lançamento para 2012.
Em 2015 a banda foi escalada para se apresentar na edição brasileira do Rock in Rio.
Em 2021, a música deles "Ghost Shaped People" foi eleita pela Loudwire como a 28ª melhor música de metal de 2021.

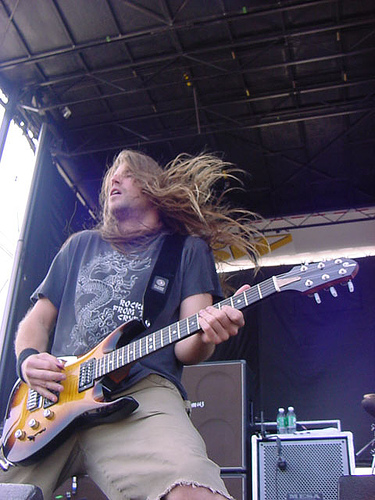
Guitarrista Mark Morton em 2004, tocando no Ozzfest

## Integrantes
| - Randy Blythe – vocal (1995–presente) - Mark Morton – guitarra solo (1994, 1997–presente) - Willie Adler – guitarra rítmica (1999–presente) - John Campbell – baixo (1994–presente) - Art Cruz – bateria (2019–presente) | - Matt Conner – guitarra rítmica (1994) - Abe Spear – guitarra solo (1994–1999) - Chris Adler – bateria (1994-2019) |

## Discografia

### Álbuns de estúdio
- 1999 - Burn the Priest (sob o nome "Burn the Priest")
- 2000 - New American Gospel
- 2003 - As the Palaces Burn
- 2004 - Ashes of the Wake
- 2006 - Sacrament
- 2009 - Wrath
- 2012 - Resolution
- 2015 - VII: Sturm und Drang
- 2018 - Legion: XX (sob o nome "Burn the Priest")
- 2020 - Lamb of God
- 2022 - Omens

### DVDs
- Terror and Hubris (2003)
- Killadelphia (2005)
- Walk with Me in Hell (2008)
- As the Palaces Burn (2014)

### Trilha sonora
Os jogos Guitar Hero II e Guitar Hero Smash Hits contém a faixa "Laid to Rest".